# Новоантонівка (Баштанський район)
Новоанто́нівка — село в Україні, у Новобузькій міській громаді Баштанського району Миколаївської області. Населення становить 76 осіб.